# مهرجان جدة الغنائي
مهرجان جده الغنائي هو مهرجان غنائي افتتح 1999على يد الأمير مشعل بن ماجد بن عبد العزيز آل سعود في عام 2000 افتتح حفل دورة الثانية العديد من الفنانين العرب واستمر لعدة أعوام حتى 2011.

## الفنانون الذين شاركو هذا المهرجان
- محمد عبده (مغني) 1999 2000 2001 2002 2004 2005 2007 2008 2009 2017
- طلال مداح 1999 2000
- راشد الماجد 1999 2001 2007
- راشد الفارس 1999 2000 2001 2004 2005 2007 2017
- رابح صقر 1999 2000 2001 2002 2004 2005 2007 2008 2009 2010 2017
- خالد عبد الرحمن 1999 2000 2001 2002 2004 2007 2009 2010 2011
- علي عبد الستار 1999 2000 2001 2002 2003 2004
- علي عبد الكريم (مغني) 1999 2000 2002 2004
- عبد الله رشاد 1999 2000 2002 2004 2005
- عبد المجيد عبد الله 2007 2017
- ابوبكر سالم 1999 2001 2002
- عباس إبراهيم 2004 2005 2007
- جواد العلي 1999 2000 2001 2002 2004 2007
- سعد الفهد 2004 2005 2007
- نايف البدر 2005
- عبادي الجوهر 1999 2000 2001 2002 2004 2005 2007 2017 2018
- فهد الكبيسي 2007 2008 2011
- ماجد المهندس 2011 2017 2018
- أصيل أبو بكر 1999 2007
- حسين الجسمي 2004 2005 2007 2008 2017
- عبد العزيز المنصور (مغني) 1999 2002 2004 2005
- علي بن محمد (مغني) 1999 2000 2002 2005 2007
- عبد الله الرويشد 1999 2000 2001 2002 2003 2004 2005 2008 2017 2018
- أحمد الجميري 1999
- محمد المازم 1999 2000 2001
- طلال سلامة 1999 2000 2001 2004 2007
- فرقة ميامي 1999 2000 2001 2008
- عبدالله بالخير 1999 2000 2002 2004 2005
- فيصل السعد 1999 2000
- فارس مهدي 2000 2001
- خالد الشيخ 1999 2000 2001
- محمد البلوشي 1999 2000
- محمد الزيلعي 2007 2010 2011
- حسين العلي 1999 2001
- عبدالهادي حسين 1999 2000 2001
- احمد الهرمي 2007
- عادل محمود(مغني) 2007 2008
- راكان خالد 2010 2011
- قصي (مغني)